# 尾形竜太
尾形 竜太（おがたりゅうた）は、日本の映像ディレクター。株式会社FILMの提携クリエーター。提携のためフリーランスである。

## 来歴・人物
1992年、広告デザイン事務所「Bee Design」アシスタントデザイナー。
1994年、フリーランスに転身。フジテレビ『なんてったって好奇心』『今夜は好奇心!』 にてセット美術の一部オブジェ担当。
1996年、フジテレビ ドラマ『ピュア』にて和久井映見演じる優香が造るオブジェ制作担当。
2000年、映像ディレクターに転進。メイキング番組やドキュメンタリー制作。
2008年、フジテレビドラマ『ラスト・フレンズ』でタイトルバックを演出。
2010年、ドラマ『警視庁失踪人捜査課』第8話でテレビドラマ初演出。

## ドラマ監督／編集作品
- 『警視庁失踪人捜査課 』第8話（2010年、ABC・テレビ朝日）演出
- 『敷島★珈琲 バリスタは見た!?』全10話（2012年、フジテレビ『ラッキーセブン』サイドストーリー）編集と演出
- 『私立探偵★真壁リュウ』（2012年、フジテレビ『ラッキーセブン』スピンオフドラマ）編集と演出
- 『TOKUNOSHIMA エアポート』全4話 （2013年、フジテレビワンツーネクストにて放送。フジテレビ『TOKYOエアポート〜東京空港管制保安部〜』スピンオフドラマ）編集と演出
- 『敷島★珈琲 バリスタはまた見てた!?』全7話 （2013年 フジテレビ、『TOKYOエアポート〜東京空港管制保安部〜』スピンオフドラマ）編集と演出
- 『世界一即戦力な男』全10話 （2014年 フジテレビプラスwebドラマ）編集・監督/3話と8話では脚本も担当。
- 『アンダーウェア』全13話 （2015年 日本初Netflix制作ドラマ）原案・監督 （内1/2/3/7/8/9/11/13話を演出）
- 『#声だけ天使』全10話（2018年 AbemaTV）監督
- 『ハケンの珍客』全４話（2020年 日本テレビ Hulu）「ハケンの品格」オリジナルスピンオフドラマ　監督と編集

## 映画演出補作品
- 『ダンシング・チャップリン』周防正行監督（2011年東宝・フジテレビ） 演出補とドキュメンタリーパート編集。
- 『舞妓はレディ』周防正行監督（2014年東宝・フジテレビ）演出補とミュージカルパート編集。

## テレビドラマ タイトルバック作品
- 『バベル〜The Tower of Babel〜』（2002年、BSフジ）
- 『天体観測』（2002年、関西テレビ）
- 『独身3!!』（2003年、テレビ朝日）
- 『乱歩R』（2004年、読売テレビ）
- 『ラスト・フレンズ』（2008年、フジテレビ）
- 『太陽と海の教室』（2008年、フジテレビ）
- 『BOSS』（2009年、フジテレビ）
- 『ブザー・ビート〜崖っぷちのヒーロー〜』（2009年、フジテレビ）
- 『警視庁失踪人捜査課』（2010年、ABC・テレビ朝日）
- 『BOSS』 2ndシーズン（2011年、フジテレビ）
- 『遺留捜査』 シーズン1,2,3 （2011年ー2013年、テレビ朝日）
- 『TOKYOエアポート〜東京空港管制保安部〜』（2013年、フジテレビ）
- 『ルパンの娘』（2019年、フジテレビ）

## 映画 タイトルバック作品
- 『ロッカーズ ROCKERS』（2003年）
- 『g@me.』（2003年）

## 舞台 タイトルバック作品
- 東京セレソンDX「くちづけ」タイトルバック（2010年）

## ドキュメンタリー 監督／編集 作品
- スウィングガールズ LAへ行く（2004年）
- スウィングガールズ NYへ行く（2004年）
- 周防監督 日本あっちこっち 全8話（2007年）
- FLY! FLY! FLY! 全8話（2008年9月 - 12月、2011年1月 - 5月）
- ヘブンズ・ドア 番宣番組（2009年）
- 舞妓はレディができるまで メイキング番組（2014年）